# Ventouse
Ventouse é uma comuna francesa na região administrativa da Nova Aquitânia, no departamento de Charente. Estende-se por uma área de 10,15 km². Em 2010 a comuna tinha 125 habitantes (densidade: 12,3 hab./km²).